# Gheorghe Năstase (medic)
Gheorghe Năstase (n. 14 iulie 1887, comuna Mărăști, județul Bacău – d. 5 iunie 1975, Iași) a fost un medic român dermatolog, profesor universitar la Facultatea de Medicină din Iași.

## Biografie
Gheorghe Năstase s-a născut în satul Mărăști, din județul Bacău, într-o familie de țărani. A urmat studiile liceale la Bacău, apoi cele medicale la Facultatea de Medicină din Iași obținând, în 1916, titlul de Doctor în medicină și chirurgie.
Începe cariera didactică în anul 1917 devenind profesor de dermatologie și șef al Clinicii de Dermato-venerologie de la Spitalul „Sf. Spiridon” din Iași până în anul 1961, când s-a pensionat.
A fost membru corespondent al Academiei de Științe din România începând cu 28 mai 1938.

## Activitatea profesională
Gheorghe Năstase a descris pentru prima dată boli ca dermatoza gangrenoasă acută produsă de razele solare și granulomul gangrenos candido-micozic.
A organizat, încă din 1935, Centrul de profilaxie și combatere a bolilor venerice din Iași.
Profesorul Năstase a publicat numeroase lucrări, între care: Considerații asupra profilaxiei bolilor venerice, Tratamentul standard al sifilisului (1936), Răspândirea bolilor venerice. Gheorghe Năstase a fost membru al „Societății de medici și naturaliști din Iași”, ocupând funcția de președinte în 1947 și 1948, și apoi vicepreședinte până în 1970.
A fost, de asemenea, membru în Colegiul de redacție al revistelor Dermato-venerologia și Revista Medico-Chirurgicală din Iași. Pentru întreaga sa activitate, profesorul Năstase a primit titlurile de „Profesor emerit” și „Medic emerit”.

## In memoriam
Universitatea de Medicină și Farmacie din Iași, Clinica Dermatologică și Societatea Română de Dermatologie organizează în fiecare an la Iași Conferința de Dermatologie „Zilele Gh. Năstase”.

## Distincții
- titlul de „Profesor Emerit al Republicii Populare Romîne” (5 noiembrie 1962) „pentru activitatea îndelungată, contribuție în dezvoltarea științei și merite deosebite în dezvoltarea învățămîntului superior”[6]